# 3601 Веліхов
3601 Веліхов (3601 Velikhov) — астероїд головного поясу, відкритий 22 вересня 1979 року.
Тіссеранів параметр щодо Юпітера — 3,164.